# Panther De Ville
A Panther De Ville egy neoklasszikus luxusgépjármű volt, melyet a Panther Westwinds gyártott.
Az 1974 és 1985 között gyártott autó az 1930-as évek Bugatti Royaléjét utánozta. Ismertségéhez nagyban hozzájárult, hogy a Walt Disney-féle 101 kiskutya című filmben az egyik szereplő, Szörnyella de Frász ilyen járművet használt. A valóságban a leggazdagabb emberek, köztük színészek és énekesek (például Elton John) tudták megvásárolni ezt a luxusautót, amely egy időben az Egyesült Királyság legdrágábbja volt.